# Station Trzebieszowice
Station Trzebieszowice is een spoorwegstation in de Poolse plaats Trzebieszowice.